# Université nationale kazakhe Al-Farabi
L'université nationale kazakhe Al-Farabi (kazakh : Әл Фараби атындағы Қазақ Ұлттық Университеті, russe : Казахский национальный университет имени аль Фараби) est un établissement d'enseignement supérieur situé à Almaty au Kazakhstan. Avec 19 000 étudiants, c'est la plus grande université du pays.

## Facultés
Les 14 facultés sont les suivantes, :
- Faculté de chimie et de technologie chimique
- Faculté de relations internationales
- Faculté d'études orientales
- Faculté d'éducation pré-collège
- Faculté de biologie et de biotechnologie
- Faculté de géographie et d'écologie
- Faculté de physique
- Faculté de mathématiques et de mécanique
- Faculté d'histoire, d'archéologie et d'ethnologie
- Faculté de philosophie et de sciences politiques
- Faculté de journalisme
- Faculté de philologie, d'études littéraires et de langues étrangères
- Faculté de droit
- Lycée d'économie et de commerce

## Galerie

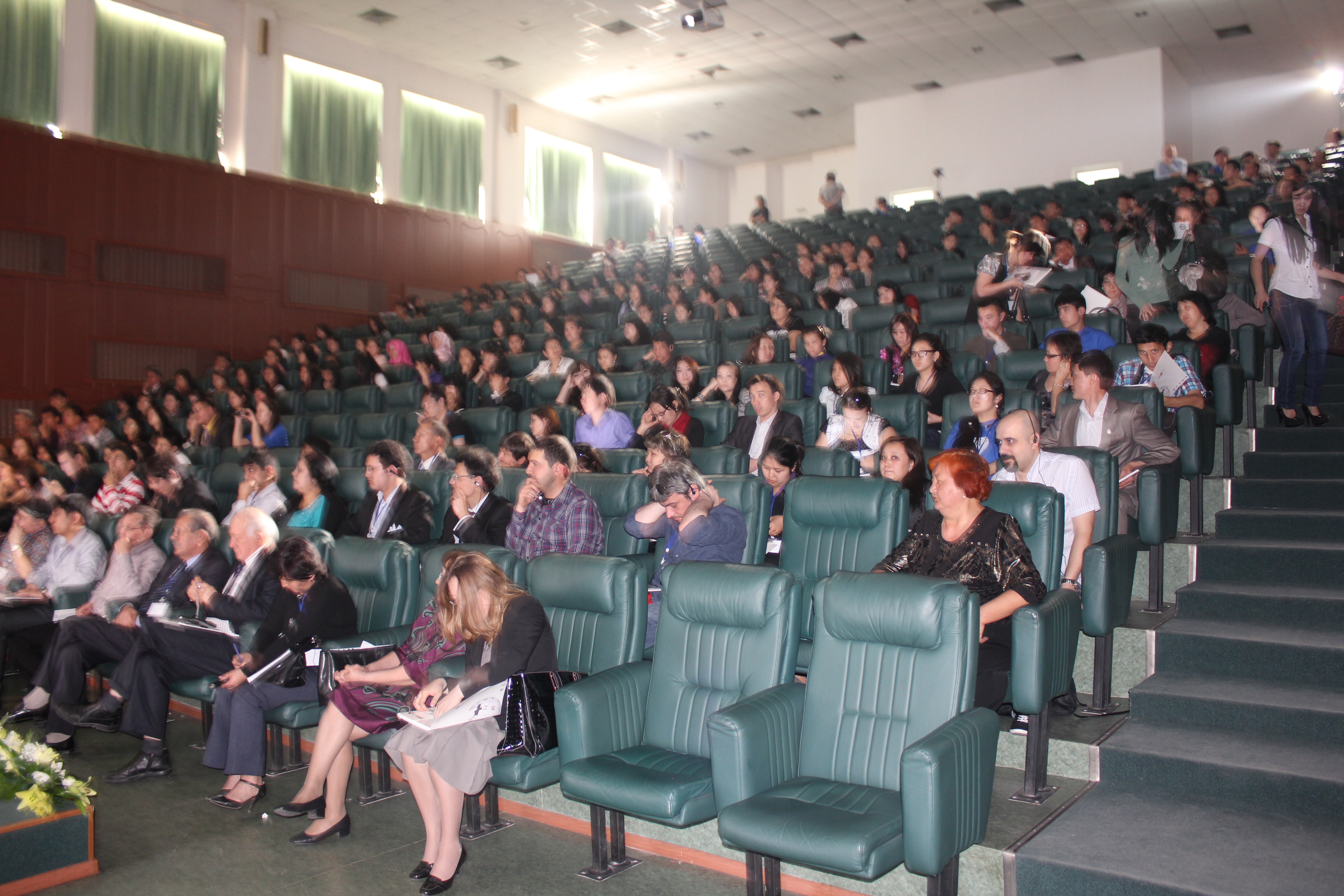
Conférence Wikimédia en 2012.
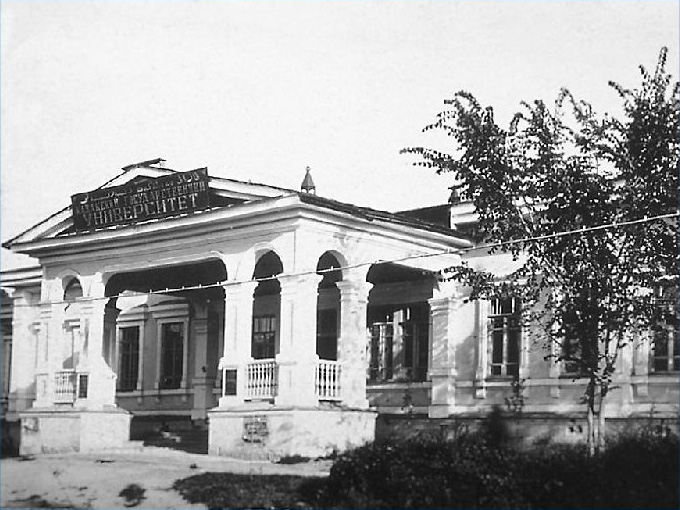
L'université en 1934.